# Aurora (telenovela)
Pour les articles homonymes, voir Aurora.
Aurora est une telenovela américaine diffusée entre le 1er novembre 2010 et le 20 mai 2011 sur Telemundo.

## Synopsis
Située à New-York, l'histoire commence en 1990 avec une danseuse de 20 ans nommée Aurora Ponce de León. Elle est élève à l’école des Arts de New York avec ses deux meilleures amies, Natalia Suárez et Vanessa Miller. Un soir, après une répétition de danse, ils vont tous dans un bar, où Aurora rencontre Lorenzo Lobos, un professeur de danse et père célibataire. Aurora et Lorenzo tombent follement amoureux. Mais Vanessa, qui avait toujours été jalouse d’Aurora est furieuse parce qu'elle est aussi en relation avec Lorenzo. Elle a tout essayé pour séparer les deux amoureux, allant jusqu'à inviter Lorenzo lors d’une somptueuse fête d'anniversaire pour célébrer les 20 ans d’Aurora. Lorenzo ignorait totalement qu’Aurora était riche, Vanessa a fait en sorte qu'il voit Federico embrassant Aurora. Lorenzo est consterné, croyant qu'il a été trahi. Aurora court après Lorenzo et déclare son amour pour lui, mais ça ne fonctionne pas et Lorenzo ne veut plus rien avoir à faire avec Aurora.
Aurora retourne à la maison le cœur brisé et après une dispute avec son père, Gustavo, elle fait un malaise. Gustavo l’emmène à la clinique pour exécuter des tests. On découvre qu’Aurora est enceinte du bébé de Lorenzo. Son père refuse de dire à Lorenzo la vérité au sujet de la grossesse et l'envoie aussi loin de lui que possible.
Quelques mois passent et Aurora tente de fuir et de revenir vers Lorenzo, mais elle fait soudain un malaise et le travail commence. Elle donne naissance à une fille, qui se nomme Blanca. Aurora tombe très malade et sur son lit de mort, appelle Lorenzo, et lui dit avec le peu de souffle qui lui reste, "je t’aimerai toujours." Lorenzo entend une ligne plate et toute l'agitation, et Gustavo décide de geler Aurora dans une capsule cryogénique.
Aurora se réveille après 20 ans, pour découvrir que Lorenzo est marié à Natalia. Blanca ne sait pas qu’Aurora est sa mère, parce qu'elle a été sauvée puis élevée par ses grands-parents réels qui lui ont dit que sa mère était sa sœur. Aurora joue avec elle et conserve sa véritable identité secrète. Cependant, après que le fils de Lorenzo, Martin Lobos tombe amoureux d'Aurora, tous les secrets commencent à sortir. Le père puis le fils sont désormais pris dans le piège des sentiments qu’ils ont pour Aurora.

## Acteurs et personnages
- Sara Maldonado - Aurora Ponce de León †
- Sonya Smith - Angela Amenabar
- Eugenio Siller - Martín Lobos / Lorenzo Lobos (jeune) / Sebastián Lobos †
- Jorge Luis Pila - Lorenzo Lobos
- Lisette Morelos - Blanca Lobos Ponce de León
- Aylín Mujica - Vanessa Miller Quintana
- Pablo Azar - César Lobos
- Braulio Castillo - Dr. Gustavo Ponce de León
- Ismael La Rosa - Federico Álvarez de Toledo
- Vanessa Pose - Victoria "Vicky" Hotton / Vanessa Miller (jeune)
- Karen Sentíes - Inés de Ponce de León
- Melvin Cabrera - Ernesto Podestá †
- Sandra Destenave - Natalia Suárez
- Tali Duclaud - Nina Lobos / Natalia Suárez (jeune)
- Mónica Franco - Dra. Elizabeth Oviedo † (docteur)
- Rubén Morales - Roque
- Miguel Augusto Rodríguez - El Dr. Williams (docteur)
- Carla Rodríguez - Dra. Liliana Rosales † (docteur)
- Zully Montero - Catalina Quintana vda de Miller
- Angélica María - Pasión Urquijo
- David Chocarro - Christian Santana / Chistian Miller Urquijo
- Zuleyka Rivera - Diana del Valle
- Claudia Gódinez - Luisa del Valle
- Sabrina Pila - Aurora Lobos

## Diffusion internationale
| Pays       | Chaîne                    | Titre  | Première diffusion |
| ---------- | ------------------------- | ------ | ------------------ |
| États-Unis | Telemundo                 | Aurora | 1er novembre 2010  |
| Porto Rico | Telemundo                 | Aurora |                    |
| Venezuela  | Televen                   | Aurora |                    |
| Pérou      | Andina de Televisión      | Aurora |                    |
| Panama     | TVN                       | Aurora |                    |
| Croatie    | RTL Televizija            | Aurora |                    |
| Croatie    | RTL 2                     | Aurora |                    |
| Nicaragua  | Televicentro de Nicaragua | Aurora |                    |
| Costa Rica | Teletica                  | Aurora |                    |
| Géorgie    | Rustavi 2                 | ავრორა |                    |
| Serbie     | Prva Srpska Televizija    | Aurora |                    |
| Lituanie   | TV3 (Viasat)              | Aurora |                    |
| Roumanie   | Acasa TV                  | Aurora |                    |
| Arménie    | Shant TV                  | Ավրորա |                    |
| Iran       | Zemzemeh                  | Aurora |                    |
| Espagne    | Nova                      | Aurora |                    |
| Slovénie   | TV Pink 3                 | Aurora |                    |
| Macédoine  | Alsat M                   | Aurora |                    |
| Moldavie   | 2Plus                     | Аврора |                    |
| Russie     | Много ТВ                  | Аврора |                    |
| Bulgarie   | Diema Family              | Аурора |                    |
| Indonésie  | RCTI                      | Aurora |                    |
| Macédoine  | MTM TV                    | Аурора |                    |
| Pologne    | TVLatino                  | Aurora |                    |